# Saint-Bonnet-de-Joux
Saint-Bonnet-de-Joux település Franciaországban, Saône-et-Loire megyében. Lakosainak száma 797 fő (2022. január 1.). Saint-Bonnet-de-Joux La Guiche, Mornay, Pressy-sous-Dondin, Saint-André-le-Désert, Saint-Martin-de-Salencey, Suin, Vendenesse-lès-Charolles, Viry és Beaubery községekkel határos.

## Népesség
A település népessége az elmúlt években az alábbi módon változott:
| Lakosok száma | 760  | 745  | 775  | 758  | 764  | 765  | 762  | 763  | 797  |
|               | 2013 | 2015 | 2016 | 2017 | 2018 | 2019 | 2020 | 2021 | 2022 |